# 京都府道133号嵯峨野西梅津線
京都府道133号嵯峨野西梅津線（きょうとふどう133ごう さがのにしうめづせん）は、京都府京都市右京区を通る一般府道である。

## 概要
京都市右京区嵯峨野宮ノ元町から京都市右京区梅津西浦町に至る。住宅地の中を縫って走る狭い道。

### 路線データ
- 起点：京都市右京区嵯峨野宮ノ元町（京都府道112号二条停車場嵐山線交点）
- 終点：京都市右京区梅津西浦町（京都市道186号嵐山祇園線交点）

## 路線状況

### 道路施設

#### 橋梁
- 高田橋（有栖川、京都市右京区）

## 地理

### 通過する自治体
- 京都市（右京区）

### 交差する道路
| 交差する道路                           | 交差する場所   | 交差する場所 |
| -------------------------------------- | -------------- | ------------ |
| 京都府道112号二条停車場嵐山線 / 三条通 | 嵯峨野宮ノ元町 | 起点         |
| 京都市道186号嵐山祇園線 / 四条通       | 梅津西浦町     | 終点         |

### 沿線
- 京福電気鉄道嵐山本線 有栖川駅
- 京都嵯峨野郵便局
- 斎宮神社
- 京都市立嵯峨野小学校
- 社会福祉法人梅の宮保育園
- 梅宮大社
- 京都梅津徳丸郵便局
- 京都中央信用金庫 梅津支店
- サンコールエンジニアリング 京都事業所